# Algidia nigriflava
Algidia nigriflava är en spindeldjursart som först beskrevs av Loman 1902.  Algidia nigriflava ingår i släktet Algidia och familjen Triaenonychidae. Inga underarter finns listade i Catalogue of Life.